# Steunlijn (meetkunde)

Een vijfpuntige ster heeft op precies vijf plaatsen steunlijnen: oneindig veel, want de kromme is ter plaatse niet differentieerbaar. Vijf van deze steunlijnen lopen door twee hoekpunten, deze vormen een vijfhoek.

De rode lijn is wel een raaklijn, maar geen steunlijn, want hij doorsnijdt de zwarte kromme.

In de meetkunde is een steunlijn een lijn die raakt aan een meetkundige figuur maar deze niet snijdt. Correcter en meer formeel: een steunlijn L van een kromme K in het vlak is een lijn die een punt van K bevat, maar geen twee punten van K scheidt. Met andere woorden, K ligt volledig in een van de twee gesloten halfvlakken gedefinieerd door L en heeft ten minste één punt op L. 
Het begrip is een precisering en uitbreiding van een vraag uit het dagelijks leven: als ik een vorm (kromme) over een rechte lijn rol, waar raakt die vorm dan de rechte lijn? Door elk van de raakpunten loopt minstens één steunlijn. Bij een koorddanser is het koord een van de steunlijnen, althans als het koord oneindig dun en volkomen recht is, wat in werkelijkheid niet kan.
Veelhoeken, cirkels en alle vormen die daarmee homeomorf zijn, de zogenaamde vrije lussen, hebben oneindig veel steunlijnen. Een convexe veelhoek heeft op elk punt van de omtrek minstens één steunlijn, een concave veelhoek heeft dat niet. 
Er kunnen dus op een bepaald punt veel steunlijnen voor een kromme zijn; de kromme is in dat punt niet differentieerbaar. Als de kromme wel differentieerbaar is op dat punt, dan is de raaklijn door dat punt de enige steunlijn op dit punt, tenzij de raaklijn de kromme nog ergens anders snijdt: dan bestaat er geen steunlijn op het eerstgenoemde punt.

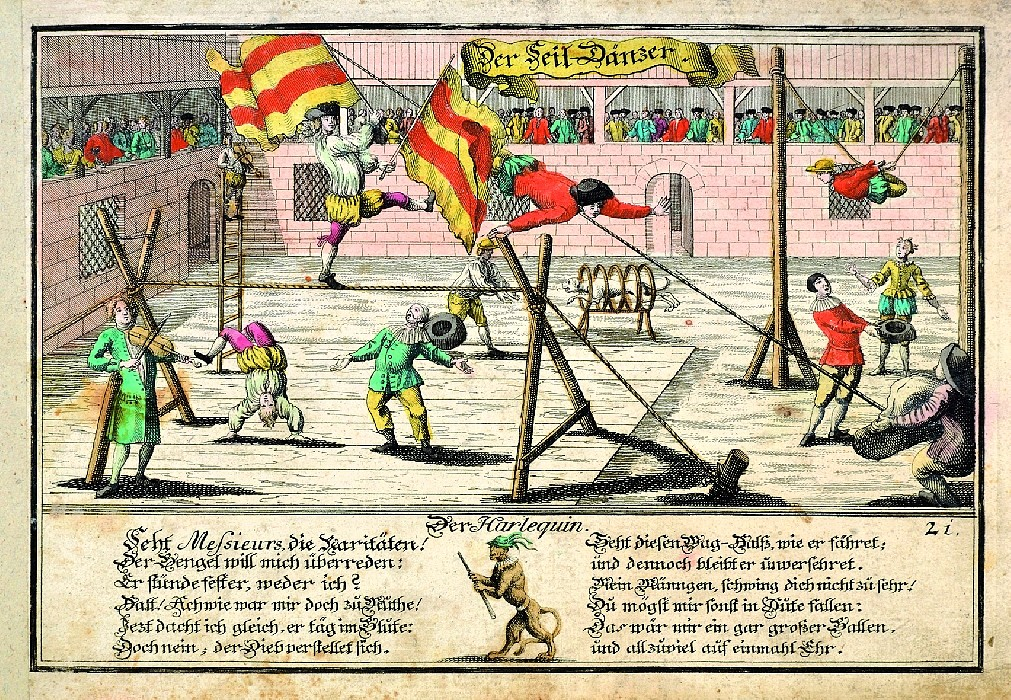
Een koord als steunlijn